# 335306 Mouhot
335306 Mouhot este o planetă minoră (asteroid) din centura de asteroizi. A fost descoperită pe 28 august 2005 la Saint-Sulpice de Bernard Christophe⁠(d). 
Obiectul prezintă o orbită caracterizată de o semiaxă mare de 2,2922154027859 UAi, o excentricitate de 0,24225589194676, o înclinație de 5,5505299561576 ° în raport cu ecliptica.